# Toni Braxtons diskografi
Detta är en heltäckande lista över officiella skivsläpp av den amerikanska R&B-sångerskan Toni Braxton. Till november 2010 har hon gett ut 6 studioalbum, fyra samlingsalbum, ett musikvideoalbum samt en julskiva på sina tidigare skivbolag LaFace, Arista och Blackground Records. Sångerskans senaste album med tillhörande singelsläpp gavs ut på Atlantic Records.
Braxton slog igenom i USA med smash-hitsen "Give U My Heart" och "Love Shoulda Brought You Home", soundtracks från den amerikanska filmen Boomerang (1992). Förväntningarna på Tonis debutalbum blev höga och den 13 juli 1993 släpptes Toni Braxton som sålde över 8 miljoner kopior enbart i USA. Från skivan släpptes en rad framgångsrika musiksinglar; "Another Sad Love Song", "Breathe Again", "Seven Whole Days" och "You Mean the World to Me" blev alla topp-fem hits och "I Belong to You" samt b-sidan "How Many Ways" blev topp-tio singlar. Efter att ha blivit en av 90-talets största artister följde sångerskan upp med sitt 2:a album Secrets, totalt sålde skivan över 20 miljoner album  och certifierades med platinastatus av RIAA. Skivans singlar blev återigen mycket framgångsrika och dess andra singel, "Un-Break My Heart" rankas som en av USA:s bäst säljande singlar i musikhistorien. Låten är hittills sångerskans framgångsrikaste med förstaplaceringar på de flesta musiklistor internationellt. Braxtons tredje studioalbum The Heat gavs ut den 25 april 2000 och blev sångerskans tredje framgångsrika album i rad. Dess ledande singel, grammy-vinnande "He Wasn't Man Enough", dominerade USA:s R&B-lista i flera veckor under det första kvartalet av 2000.
Toni Braxtons musikkarriär har sedan dess lidit av ett kommersiellt förfall. År 2010 gjorde hon ett comeback-försök med sitt sjätte studioalbum Pulse. Albumet blev dock sångerskans lägst-säljande med en minimal försäljning på endast 82,032 kopior i USA. Skivans ledande singel, "Yesterday" blev trots det hennes största hit på över ett decennium med en 12:e plats på USA:s R&B-lista.
Toni Braxton rankas idag som en av USA:s bäst säljande kvinnliga musiker med över 19,5 miljoner sålda album i USA och 40 miljoner album internationellt.

## Album

### Studioalbum
| År   | Titel                                                                                    | Listpositioner | Listpositioner | Listpositioner | Listpositioner | Listpositioner | Listpositioner | Listpositioner | Listpositioner | Listpositioner | Listpositioner | Listpositioner | Listpositioner | Listpositioner | Certifikat | Försäljning                        |
| År   | Titel                                                                                    | USA            | USA (R&B)      | UK             | KAN            | AUS            | NZ             | NED            | TYS            | SCH            | FRA            | BEL            | NOR            | SVE            | Certifikat | Försäljning                        |
| ---- | ---------------------------------------------------------------------------------------- | -------------- | -------------- | -------------- | -------------- | -------------- | -------------- | -------------- | -------------- | -------------- | -------------- | -------------- | -------------- | -------------- | --- | ---------------------------------- |
| 1993 | Toni Braxton - 1:a studioalbumet - Släppt: 13 juli, 1993 - Format: LP, Kassett, CD       | 1              | 1              | 4              | 4              | 6              | 2              | 11             | 7              | —              | —              | —              | 14             | 24             | - AUS: Guld - NED: Guld - KAN: 2× Platina - UK: Guld - USA: 8× Platina | - USA: 5 100 000 - INT: 10 000 000 |
| 1996 | Secrets - 2:a studioalbumet - Släppt: 18 juni, 1996 - Format: LP, Kassett, CD            | 2              | 1              | 10             | 5              | 11             | 11             | 1              | 2              | 1              | —              | 4              | 1              | 2              | - USA: 8× Platina - AUS: 2× Platina - KAN: 7× Platina - FRA: Guld - TYS: Platina - SCH: 2× Platina - UK: 2× Platina - ÖST: Platina - Fin: Guld - Nor: Platina - Pol: Platina - SVE: Platina | - USA: 5 200 000 - INT: 15 000 000 |
| 2000 | The Heat - 3:e studioalbumet - Släppt: 25 april, 2000 - Format: LP, CD                   | 2              | 1              | 3              | 1              | 14             | 30             | 3              | 3              | 2              | 9              | 4              | 4              | 6              | - USA: 2× Platina - AUS: Guld - TYS: Guld - SCH: Guld - UK: Guld - BRA: Guld - NED: Guld | - USA: 2 100 000 - INT: 6 000 000  |
| 2002 | More Than a Woman - 4:e studioalbumet - Släppt: 19 november, 2002 - Format: LP, CD       | 13             | 5              | 123            | —              | —              | —              | 88             | 37             | 23             | 90             | —              | —              | —              | - USA: Guld | - USA: 440 000                     |
| 2005 | Libra - 5:e studioalbumet - Släppt: 27 september, 2005 - Format: CD, Digital nedladdning | 4              | 2              | —              | —              | —              | —              | —              | 60             | 25             | —              | —              | —              | —              | - USA: Guld | - USA: 444 417                     |
| 2010 | Pulse - 6:e studioalbumet - Släppt: 4 maj, 2010 - Format: Digital nedladdning, CD        | 9              | 1              | 28             | 73             | —              | —              | 83             | 18             | 9              | —              | —              | —              | —              | | - USA: 145 000                     |

### Julalbum
| År   | Album detaljer                                                   | Listpositioner | Listpositioner | Listpositioner | Försäljning               |
| År   | Album detaljer                                                   | US             | US R&B         | GER            | Försäljning               |
| ---- | ---------------------------------------------------------------- | -------------- | -------------- | -------------- | ------------------------- |
| 2001 | Snowflakes - Släppt: 23 oktober 2001 - Skivbolag: Arista Records | 119            | 46             | 92             | - US: Guld - USA: 500,000 |

### Remixalbum
| År   | Album detaljer                                                                                      |
| ---- | --------------------------------------------------------------------------------------------------- |
| 2005 | Un-Break My Heart: The Remix Collection - Släppt: 12 april 2005 - Skivbolag: Legacy/LaFace/Sony BMG |
| 2010 | 12″ Masters Essential Mixes - Släppt: 20 september 2010 - Skivbolag: Sony Music - Format: CD, MP3   |

### Samlingsalbum
| 2003                                                      | Ultimate Toni Braxton - Släppt: 4 november 2003 - Skivbolag: Arista Records       | 119 | 43 | 23 | 86 |  |
| 2004                                                      | Platinum & Gold Collection - Släppt: 12 oktober 2004 - Skivbolag: LaFace Records  | —   | 78 | —  | —  |  |
| 2007                                                      | The Essential Toni Braxton - Släppt: 20 februari 2007 - Skivbolag: LaFace Records | —   | 48 | —  | —  |  |
| "—" beteckning för album som aldrig kom in på musiklistan |                                                                                   |     |    |    |    |  |

## Singlar
| År   | Titel                               | Certifikat | Album             | Listpositioner | Listpositioner | Listpositioner | Listpositioner | Listpositioner | Listpositioner | Listpositioner | Listpositioner | Listpositioner | Listpositioner | Listpositioner | Listpositioner | Listpositioner |
| År   | Titel                               | Certifikat | Album             | USA            | USA (R&B)      | UK             | KAN            | AUS            | NZ             | TYS            | SCH            | NED            | BEL            | ÖST            | SVE            | NOR            |
| ---- | ----------------------------------- | --- | ----------------- | -------------- | -------------- | -------------- | -------------- | -------------- | -------------- | -------------- | -------------- | -------------- | -------------- | -------------- | -------------- | -------------- |
| 1992 | "Give U My Heart"                   | | Boomerang         | 29             | 2              | —              | —              | —              | 41             | —              | —              | —              | —              | —              | —              | —              |
| 1992 | "Love Shoulda Brought You Home"     | | Boomerang         | 33             | 4              | 33             | —              | —              | —              | —              | —              | —              | —              | —              | —              | —              |
| 1993 | "Another Sad Love Song"             | - USA: Guld | Toni Braxton      | 7              | 2              | 15             | 16             | —              | 44             | 60             | —              | 43             | —              | —              | —              | —              |
| 1993 | "Breathe Again"                     | - USA: Guld - AUS: Platina - UK: Silver | Toni Braxton      | 3              | 4              | 2              | 7              | 2              | 2              | 52             | —              | —              | 7              | —              | 25             | 7              |
| 1993 | "Seven Whole Days"                  | | Toni Braxton      | —              | —              | —              | —              | —              | —              | —              | —              | —              | —              | —              | —              | —              |
| 1994 | "You Mean the World to Me"          | - USA: Guld | Toni Braxton      | 7              | 3              | 30             | 6              | 49             | 32             | 69             | —              | —              | —              | —              | —              | —              |
| 1994 | "I Belong to You"                   | | Toni Braxton      | 28             | 6              | —              | 80             | —              | —              | —              | —              | —              | —              | —              | —              | —              |
| 1994 | "How Many Ways"                     | | Toni Braxton      | 28             | 6              | 2              | —              | —              | —              | —              | —              | —              | —              | —              | —              | —              |
| 1996 | "Let It Flow"                       | - USA: Platina | Hålla andan       | 1              | 1              | —              | —              | —              | —              | —              | —              | —              | —              | —              | —              | —              |
| 1996 | "You're Makin' Me High"             | - USA: Platina - AUS: Platina | Secrets           | 1              | 1              | 2              | 8              | 2              | 5              | 47             | —              | 18             | —              | —              | 11             | —              |
| 1996 | "Un-Break My Heart"                 | - USA: Platina - AUS: Platina - TYS: Platina - SVE: Guld - SCH: Guld - UK: Platina - ÖST: Guld - FRA: Guld - NED: Platina - NOR: 2× Platina | Secrets           | 1              | 2              | 2              | 2              | 6              | 18             | 2              | 1              | 2              | 2              | 1              | 1              | 2              |
| 1997 | "I Don't Want To"                   | - USA: Guld | Secrets           | 19             | 9              | 9              | 13             | 71             | 21             | 37             | —              | 41             | 16             | 11             | 15             | —              |
| 1997 | "I Love Me Some Him"                | | Secrets           | 19             | 9              | —              | —              | —              | —              | —              | —              | —              | —              | —              | —              | —              |
| 1997 | "How Could an Angel Break My Heart" | | Secrets           | —              | —              | 22             | —              | 87             | —              | —              | —              | 34             | 50             | —              | —              | —              |
| 2000 | "He Wasn't Man Enough"              | - USA: Guld - AUS: Guld - NZ: Platina | The Heat          | 2              | 1              | 5              | 1              | 5              | 5              | 20             | 7              | 5              | 14             | —              | 10             | 13             |
| 2000 | "Just Be a Man About It"            | | The Heat          | 32             | 6              | —              | 35             | —              | —              | —              | —              | —              | —              | —              | —              | —              |
| 2000 | "Spanish Guitar"                    | | The Heat          | 98             | 75             | —              | 22             | 44             | —              | 45             | 36             | 19             | 46             | 28             | 49             | —              |
| 2002 | "Hit the Freeway"                   | | More Than a Woman | 86             | 32             | 29             | 31             | 46             | —              | 56             | 38             | —              | 3              | —              | 40             | —              |
| 2005 | "Please"                            | | Libra             | 104            | 36             | —              | —              | —              | —              | —              | —              | —              | —              | —              | —              | —              |
| 2005 | "Trippin'"                          | | Libra             | —              | 67             | —              | —              | —              | —              | —              | —              | —              | —              | —              | —              | —              |
| 2006 | "The Time of Our Lives"             | | FIFA World Cup    | —              | —              | —              | —              | —              | —              | 17             | 8              | —              | —              | 24             | —              | —              |
| 2009 | "Yesterday"                         | | Pulse             | 116            | 12             | 50             | —              | —              | —              | 20             | 17             | —              | —              | 49             | —              | —              |
| 2010 | "Hands Tied"                        | | Pulse             | —              | 29             | —              | —              | —              | —              | —              | —              | —              | —              | —              | —              | —              |
| 2010 | "Make My Heart"                     | | Pulse             | 110            | —              | —              | —              | —              | —              | —              | —              | —              | —              | —              | —              | —              |
| 2012 | "I Heart You"                       | | —                 | —              | —              | —              | —              | —              | —              | —              | —              | —              | —              | —              | —              | —              |
|      |                                     | |                   | USA            | USA (R&B)      | UK             | KAN            | AUS            | NZ             | TYS            | SCH            | NED            | BEL            | ÖST            | SVE            | NOR            |
|      |                                     | | Listettor         | 3              | 3              | —              | 1              | —              | —              | —              | 1              | —              | —              | 1              | 1              | —              |
|      |                                     | | Topp 10 hits      | 7              | 15             | 6              | 5              | 4              | 3              | 2              | 3              | 2              | 3              | 1              | 2              | 2              |

### Marknadsföringssinglar
| År   | Titel                     | Certifikat | Album             | Listpositioner | Listpositioner | Listpositioner | Listpositioner | Listpositioner | Listpositioner | Listpositioner | Listpositioner | Listpositioner | Listpositioner | Listpositioner | Listpositioner | Listpositioner |
| År   | Titel                     | Certifikat | Album             | USA            | USA (R&B)      | UK             | KAN            | AUS            | NZ             | TYS            | SCH            | NED            | BEL            | ÖST            | SVE            | NOR            |
| ---- | ------------------------- | ---------- | ----------------- | -------------- | -------------- | -------------- | -------------- | -------------- | -------------- | -------------- | -------------- | -------------- | -------------- | -------------- | -------------- | -------------- |
| 2001 | "Maybe"                   |            | The Heat          | —              | 74             | —              | —              | —              | —              | —              | —              | —              | —              | —              | —              | —              |
| 2001 | "Snowflakes of Love"      |            | Snowflakes        | —              | —              | —              | —              | —              | —              | —              | —              | —              | —              | —              | —              | —              |
| 2001 | "Christmas in Jamaica"    |            | Snowflakes        | —              | 103            | —              | —              | —              | —              | —              | —              | —              | —              | —              | —              | —              |
| 2002 | "A Better Man"            |            | More Than a Woman | —              | —              | —              | —              | —              | —              | —              | —              | —              | —              | —              | —              | —              |
| 2002 | "Let Me Show You the Way" |            | More Than a Woman | —              | —              | —              | —              | —              | —              | —              | —              | —              | —              | —              | —              | —              |
| 2002 | "Give It Back"            |            | More Than a Woman | —              | —              | —              | —              | —              | —              | —              | —              | —              | —              | —              | —              | —              |
| 2005 | "Take This Ring"          |            | Libra             | —              | 112            | —              | —              | —              | —              | —              | —              | —              | —              | —              | —              | —              |
| 2006 | "Suddenly"                |            | Libra             | —              | —              | —              | —              | —              | —              | —              | —              | —              | —              | —              | —              | —              |
| 2010 | "Woman"                   |            | Pulse             | —              | —              | —              | —              | —              | —              | —              | —              | —              | —              | —              | —              | —              |
|      |                           |            |                   | USA            | USA (R&B)      | UK             | KAN            | AUS            | NZ             | TYS            | SCH            | NED            | BEL            | ÖST            | SVE            | NOR            |
|      |                           |            | Topp 20           | —              | —              | —              | —              | —              | —              | —              | —              | —              | —              | —              | —              | —              |
|      |                           |            | Topp 30 hits      | 7              | 15             | 6              | 5              | 4              | 3              | 2              | 3              | 2              | 3              | 1              | 2              | 2              |

### Som gästartist
| År   | Titel                           | Album           | Listpositioner | Listpositioner | Listpositioner | Listpositioner | Listpositioner | Listpositioner | Listpositioner | Listpositioner | Listpositioner | Listpositioner | Listpositioner | Listpositioner | Listpositioner |
| År   | Titel                           | Album           | USA            | USA (R&B)      | UK             | KAN            | AUS            | NZ             | TYS            | SCH            | NED            | BEL            | ÖST            | SVE            | NOR            |
| ---- | ------------------------------- | --------------- | -------------- | -------------- | -------------- | -------------- | -------------- | -------------- | -------------- | -------------- | -------------- | -------------- | -------------- | -------------- | -------------- |
| 2003 | "Baby You Can Do It"            | Birdman         | —              | 73             | —              | —              | —              | —              | —              | —              | —              | —              | —              | —              | —              |
| 2010 | "We Are the World 25 for Haiti" | Utgiven enskilt | 2              | —              | 50             | —              | 18             | 8              | —              | —              | —              | —              | —              | 5              | —              |